# Wanenkrieg

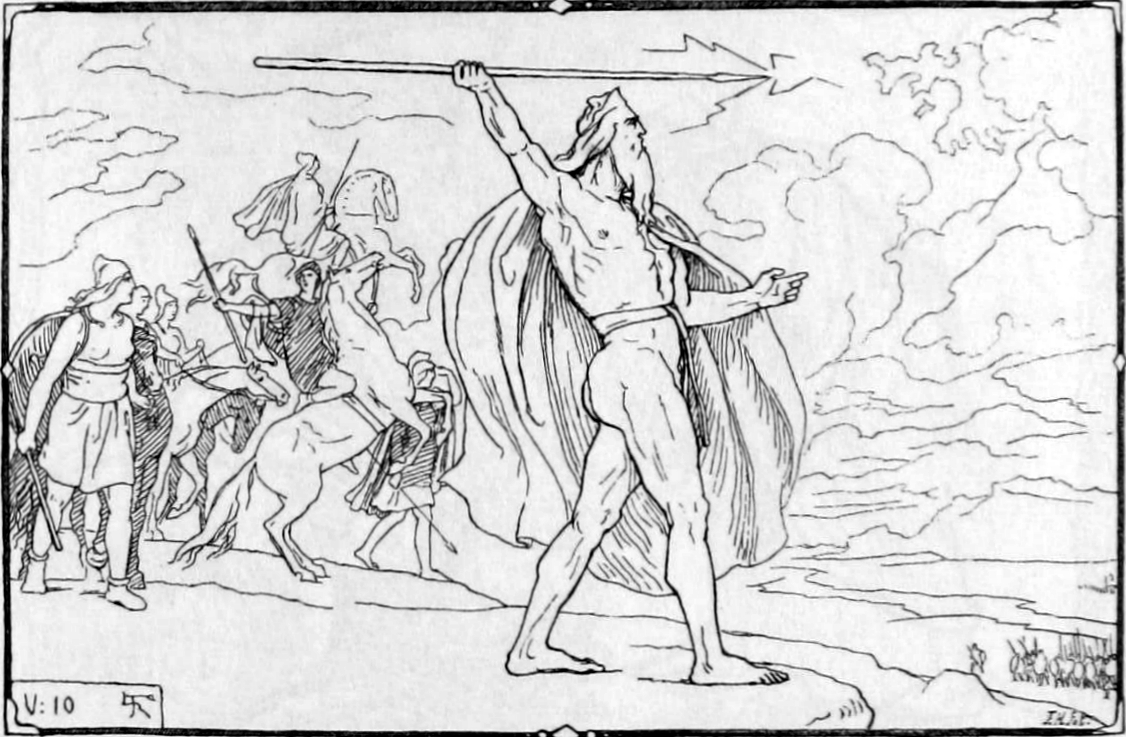
Odin wirft den Speer, Illustration von Lorenz Frølich (1895)

Über den Wanenkrieg (auch Asen-Wanen-Krieg, Götterkrieg), einen Götterkampf in der nordischen Mythologie, berichten das Völuspá-Lied der Lieder-Edda und Snorris Prosa-Edda in unterschiedlicher Weise. Die als Göttergeschlechter des Nordens bekanntgewordenen Gruppen (Asen und Wanen) lebten bei Kriegsbeginn getrennt voneinander; die einen in Asgard und die anderen in Wanenheim. Der Bericht über den Wanenkrieg beginnt in den Strophen 25 bis 28:
Da wurde Mord in der Welt zuerst,

Da sie mit Speeren Gulweig (die Goldkraft) stießen,

In des Hohen Halle die helle brannten.

Dreimal verbrannt ist sie dreimal geboren,

Oft, unselten, doch ist sie am Leben.

Heid hieß man sie, wohin sie kam,

Wohlredende Wala zähmte sie Wölfe.

Sudkunst konnte sie, Seelenheil raubte sie,

Übler Leute Liebling allezeit.

Da gingen die Berater zu den Richterstühlen,

Hochheilige Götter hielten Rat,

Ob die Asen sollten Untreue strafen,

Oder alle Götter Sühnopfer empfahn.

Gebrochen war der Burgwall den Asen,

Schlachtkundge Wanen stampften das Feld.

Odin schleuderte über das Volk den Spieß:

Da wurde Mord in der Welt zuerst.
Gullveig, in der manche die Göttin Freya sehen, ist eine Wanenhexe. In ihrem Namen steckt das Wort Gull für Gold. Sie berichtet den Asen vom sagenhaften Reichtum der Wanen. Als sie sich weigert, die Quelle des Reichtums zu verraten, wird sie verbrannt. Da sie aber mehrfach aus der Asche aufersteht, wird sie mit Schimpf und Schande verjagt. In einer anderen Version wird sie deshalb anerkannt.